# Oxygraphis tenuifolia
Oxygraphis tenuifolia là một loài thực vật có hoa trong họ Mao lương. Loài này được W.E. Evans mô tả khoa học đầu tiên năm 1921.